# 8801 Nugent
A 8801 Nugent (ideiglenes jelöléssel (8801) 1981 EQ29) a Naprendszer kisbolygóövében található aszteroida. Schelte J. Bus fedezte fel 1981. március 1-jén.